# مارك هاثورن (لاعب كرة قدم)
مارك هاثورن (بالإنجليزية: Mark Hawthorne)‏ هو لاعب كرة قدم بريطاني، ولد في 31 أكتوبر 1973 في غلاسكو في المملكة المتحدة. لعب مع شيفيلد يونايتد وكريستال بالاس ونادي توركي يونايتد ونادي كرولي تاون ونادي هايز ونادي هورشام ونادي والسول.

## وصلات خارجية
- مارك هاثورن على موقع قاعدة بيانات كرة القدم.إي يو (الإنجليزية)
- مارك هاثورن على موقع Soccerbase.com (لاعب) (الإنجليزية)